# Shot/tegenshot
Shot/tegenshot is een filmtechniek waarbij het ene personage naar het andere personage kijkt (vaak buiten beeld), waarna het andere personage terugkijkt naar het eerste personage (een tegenshot). Deze techniek zorgt ervoor dat de kijker aanneemt dat de personages naar elkaar kijken. Voor deze techniek wordt er vaak over-the-shoulder framing gebruikt.

## Context
Shot/tegenshot is een kenmerk van de 'klassieke' Hollywood-stijl van continuïteitsmontage, waarbij de overgangen tussen shots minder worden benadrukt. Dit zorgt ervoor dat de toeschouwer van de film de verschillende shots als één doorlopende actie waarneemt die zich lineair, chronologisch en logisch ontwikkelt. Bij continuïteitsmontage worden de personages vaak in tegengestelde richtingen afgebeeld.